# 马农维尔
马农维尔（法語：Manonville，法語發音：[manɔ̃vil]）是法国默尔特-摩泽尔省的一个市镇，属于图勒区。

## 地理
马农维尔（48°49'48"N, 5°54'42"E）面积9.43 平方千米，位于法国大東部大區默尔特-摩泽尔省，该省份为法国东北部内陆省份，是洛林的一部分，北邻比利时、卢森堡，北起顺时针与摩泽尔省、下莱茵省、孚日省和默兹省接壤。
与马农维尔接壤的市镇（或旧市镇、城区）包括：多梅夫尔昂艾、利龙维尔、马尔坦库尔、米诺维尔、诺维扬欧普雷。

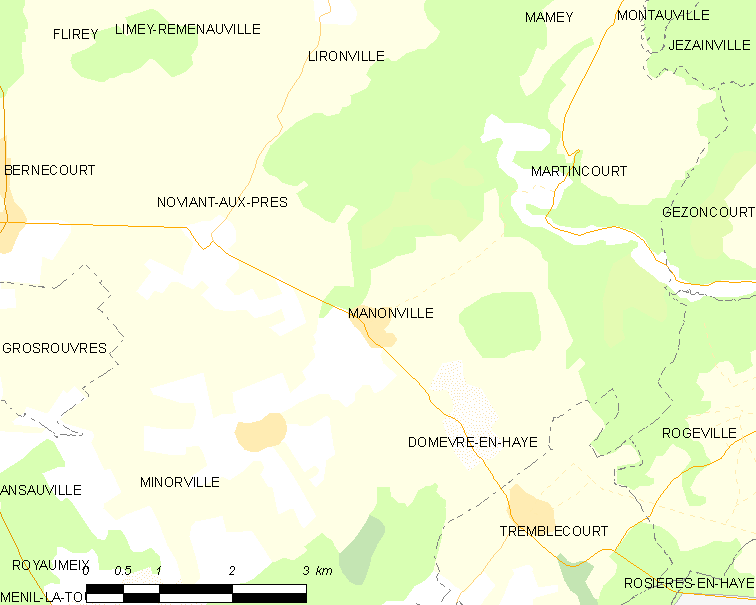
马农维尔的OSM定位图

马农维尔的时区为UTC+01:00、UTC+02:00（夏令时）。

## 行政
马农维尔的邮政编码为54385，INSEE市镇编码为54348。

## 政治
马农维尔所属的省级选区为北图卢瓦县。

## 人口

1962-2008年间马农维尔人口变化图示

马农维尔于2022年1月1日时的人口数量为239人。